# Силбрид, Ким
Кимберли "Ким" Силбрид (англ. Kimberly "Kim" Seelbrede; род. 1961, Джермантаун, Огайо) — американская фотомодель и психотерапевт; победительница конкурса красоты Мисс США 1981.

## Биография
Родом из Джермантаун, штат Огайо.

### Конкурсы красоты
В конце 1980 года Кимберли "Ким" Силбрид победила на конкурсе красоты Мисс Огайо.

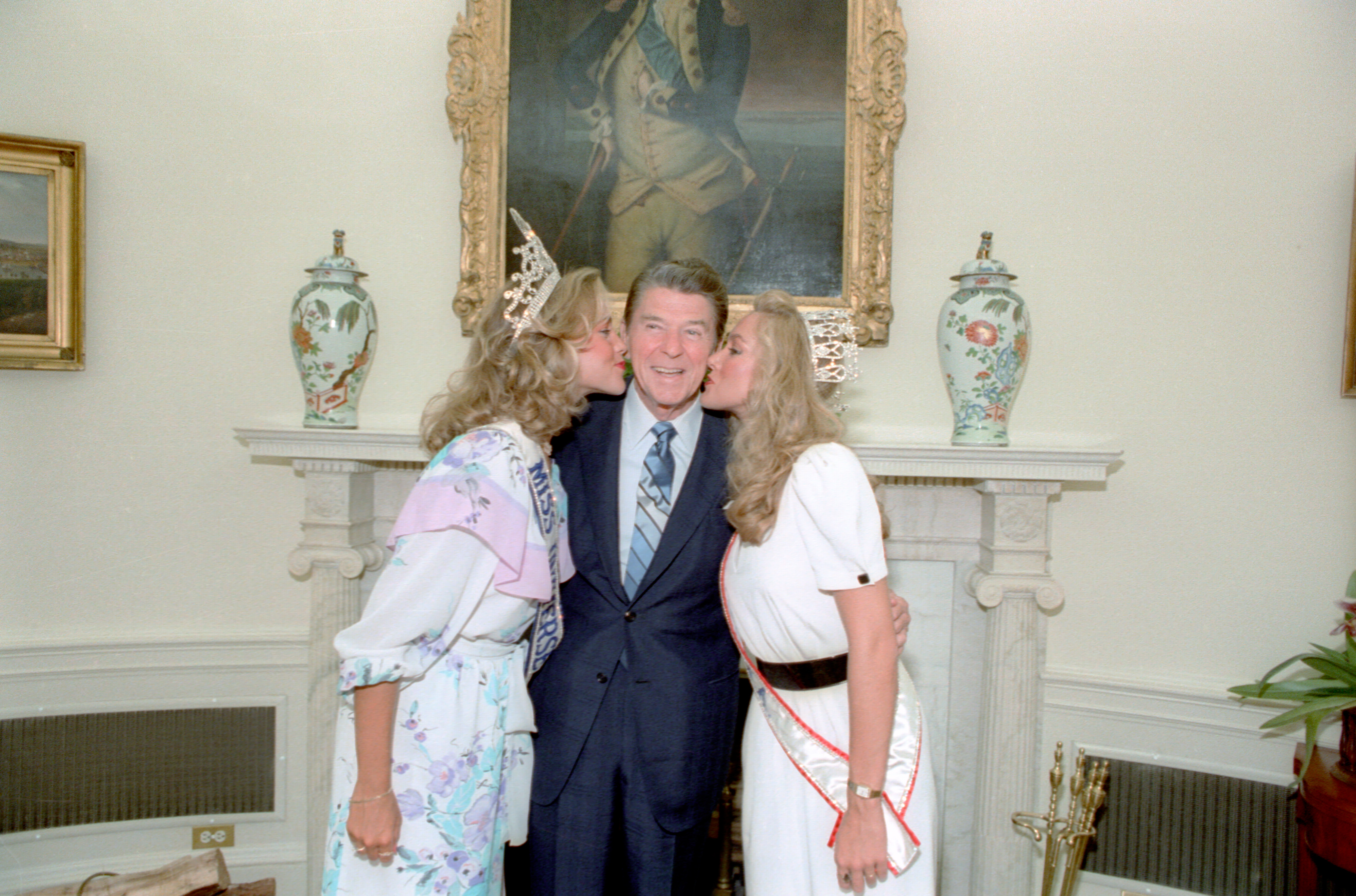
Шоун Уэтерли, президент США Рональд Рейган и Ким Силбрид (справа) в Овальном кабинете Белого дома в 1981 году

Представляла родной штат на национальном конкурсе Мисс США 1981. Она стала второй представительницей штата Огайо, которая получила титул Мисс США. Первой победительницей была Сью Дауни, победившая в 1965 году.
Кимберли Силбрид частвовала в международном конкурсе красоты Мисс Вселенная 1981, проходивший в Нью-Йорке. Проведение конкурса было ознаменовано тем, что проводился на территории США, после десятилетнего перерыва.
Силбрид вошла в число полуфиналисток конкурса. Победительницей стала Ирене Саэс, представлявшая Венесуэлу. На предварительном конкурсе, она стала второй. На финальном событии, она вошла только в число полуфиналисток, что стало несколько неожиданным.
Ведущий конкурса Мисс Вселенная — Боб Баркер, был подвергнут критике за его саркастическую манеру во время проведения интервью.

### Учёба
Она получила углубленное обучение в аспирантуре по психодинамической психотерапии и когнитивно-поведенческой терапии. Также, продвинутый тренинг ДИПДГ, Brainspotting, навык DBT, Life Coach, Mindfulness и специализированный тренинг Couples Therapy от The Gottman Institute. Она регулярно принимает участие в конференциях по неврологии, дополнительной медицине, EMDR, йоге, медитации и другие тренингам в области психологии и духовности.

### После конкурса красоты
После конкурса красоты, начала карьеру в телевидении, рекламе и печати. Она неоднократно выступала в мыльных операх, выступала в национальных и региональных рекламных роликах и печатных изданиях. Подписала выгодный контракт, как пресс-секретарь Sony Beta Movie, где она появилась на плакатах и телевизионных рекламных объявлениях. В 1982 году ей предложили сняться для журнала Playboy, но его отклонила.

### Личная жизнь
В 1981 году, знакомится с будущим супругом Нейлом Колом, во время проведения конкурса Мисс Вселенная 1981 проходившего в Нью-Йорке. Пара сыграла свадьбу в 1985 году, в 2001 году развелись. В браке родились двое детей.